# Gunnar Mattsson
Kaj Gunnar Wolter Mattsson (5 de mayo de 1937 – 9 de agosto de 1989) fue un escritor y periodista finlandés en lengua sueca. Mattsson se hizo popular a raíz de la publicación en 1965 de su libro Prinsessan (La Princesa), traducido a unas treinta lenguas y éxito de ventas en Finlandia. La película sueca Sed de vivir (Prinsessan) está basada en este relato.

## Biografía
Mattsson nació en Helsinki. Trabajó como periodista para el diario Hufvudstadsbladet. Víctima del alcoholismo, se suicidó a la edad de 52 años en Helsinki.

## Publicaciones
- Blott Sverige svenska krusbär har. 1963 (dibujos de Kari Suomalainen)
- Lapitip, 1964
- Blott Finland finska sjöar har, 1965 (dibujos de Kari Suomalainen)
- Prinsessan, 1965
- Prinsen, 1966 (dibujos de Henrik Tikkanen)
- Eden, 1967, (Sovstadsparadiset, 1968)
- Jätten, 1969
- Kungen, 1971
- Helsingfors impressioner, 1981 (fotos de Kari Hakli)
- Gunnar, 1987

## Lecturas relacionadas
- Mattsson, Gunnar (1968). La princesa: Novela. Barcelona: Editorial Juventud.
- Stendahl, Majsan (2015). Gunnar Mattsson: Han fick prinsessan – men var blev kungariket? (en sueca). Helsingfors. ISBN 978-952-93-5209-8.